# Sylvanus Olympio
Sylvanus Epiphanio Olympio (6. září 1902 Lomé, Togoland, dnešní Togo – 13. ledna 1963, Togo) byl prvním prezidentem nezávislého Toga.

## Život
Narodil se ve vlivné rodině, která se do Lomé přistěhovala v polovině 19. století z Brazílie. Navštěvoval místní školy a poté vystudoval obchod na Londýnské ekonomické škole. Roku 1926 začal pracovat pro velkou obchodní společnost. Mluvil šesti jazyky. 
Po druhé světové válce se stal významným politickým vůdcem. Jeho Comité de l’union togolaise (CUT – Výbor tožské jednoty) vystupoval jasně protikoloniálně a snažil se dosáhnout sjednocení významného kmene Ewe, který obýval území rozdělené mezi Francouzský Togoland, Britský Togoland a britskou kolonii Zlaté pobřeží.
Britský Togoland byl na základě plebiscitu roku 1956 připojen k britské kolonii Zlaté pobřeží, dnešní Ghaně. Francouzský Togoland se stal autonomní republikou v rámci Francouzského společenství. 

Po vyhraných volbách roku 1958 se stal po Nicolasi Grunitzkém druhým premiérem Tožské autonomní republiky a zároveň ministrem financí a spravedlnosti. Pod jeho vedením získalo Togo 27. dubna 1960 nezávislost a Olympio byl 12. dubna 1961 zvolen jeho prvním prezidentem. Jeho politickým cílem bylo omezit ekonomickou závislost Toga na Francii a orientovat Togo na Velkou Británii, USA a Německo. Mj. hodlal nahradit frank CFA samostatnou měnou vázanou na německou marku. 

Jeho negativní postoj vůči vojákům demobilizovaným z francouzské armády po alžírské válce, kteří chtěli získat pozice v armádě mladého Toga, vyvolal první státní převrat v moderních dějinách nezávislých států subsaharské Afriky.
Olympio byl zastřelen při převratu v noci z 12. na 13. ledna 1963 osobně vůdcem puče seržantem Eyadémou. 

Olympiův syn Gilchrist se stal významným opozičním vůdcem, za Eyadémovy vlády byl in absentia odsouzen k smrti a po Eyadémově smrti roku 2005 se snažil dosáhnout vládních pozic.
| Prezident Toga | Prezident Toga             | Prezident Toga              |
| -------------- | -------------------------- | --------------------------- |
| Předchůdce: -  | 1961–1963 Sylvanus Olympio | Nástupce: Nicolas Grunitzky |